# Estación Villa Luro (soterrada)
Villa Luro será una futura estación del soterramiento del ferrocarril Sarmiento. Se ubicará en el barrio del mismo nombre, en la Ciudad de Buenos Aires.